# SER Group
Die SER Group ist ein internationales Software-Unternehmen für Enterprise Content Management (ECM) und Dokumentenmanagement (DMS). Mit der ECM-Plattform Doxis ermöglicht die SER Group Unternehmen im gehobenen Mittelstand und Großunternehmen das Management von Informationen und Dokumenten. Die Lösungen umfassen Dokumentenmanagement, HR-Dokumentenmanagement, elektronische Akten, Geschäftsprozessautomatisierung (BPM), Rechnungsverarbeitung, Vertragsverwaltung, Workflow-Automatisierung sowie den Einsatz von Künstlicher Intelligenz (KI).
Das Unternehmen hat den Hauptsitz in Bonn, jedoch gemeinsam mit den Tochtergesellschaften mehr als 20 weitere nationale und internationale Standorte.

## Geschichte
Die SER Group wurde 1984 gegründet und entwickelte zunächst Softwarelösungen für Bürokommunikation. Mit dem technologischen Wandel verlegte das Unternehmen seinen Fokus ab den 1990er Jahren zunehmend auf elektronische Archivierung und Dokumentenmanagement.
2008 wurde mit Doxis eine eigene ECM-Plattform eingeführt, die seither weiterentwickelt wird – zuletzt stark in Richtung Cloud-native Architektur, Low-Code-Workflows und KI-basierter Informationsverarbeitung. 
Im Januar 2019 erwarb die globale Beteiligungsgesellschaft The Carlyle Group eine Mehrheitsbeteiligung an der SER Group, um deren langfristiges Wachstum zu unterstützen.
Im März 2024 gab die SER Group bekannt, dass TA Associates, eine  Private-Equity-Gesellschaft, ein strategisches Wachstumsinvestment in das Unternehmen tätigt. TA Associates wurde damit zum neuen Hauptinvestor, während Carlyle weiterhin als bedeutender Minderheitsinvestor beteiligt bleibt.

## Geschäftsführung
Die Geschäftsführung der SER Group (Stand: 2025) besteht aus sechs Führungskräften:
- John Bates, Chief Executive Officer (CEO)
- Johannes Klutz, Chief Financial Officer (CFO)
- Gregor Joeris, Chief Technology Officer (CTO)
- Janine Trinkaus, Chief People Officer (CPO)
- Toby Donald, Chief Customer Officer (CCO)
- Will McInnes, Chief Marketing Officer (CMO)[8]

## Produkte
Die SER Group bietet eine Reihe von Softwarelösungen im Bereich Enterprise Content Management (ECM) an. Das Kernprodukt ist die Doxis Intelligent Content Automation Plattform, welches unterschiedliche Anwendungen für dokumentenzentrierte Geschäftsprozesse bereitstellt. Die Plattform kombiniert klassische ECM-Funktionen, wie einem revisionssicheren Archiv, mit modernen Technologien wie Künstlicher Intelligenz, Machine Learning und Prozessautomatisierung.
Zu den Hauptlösungen zählen unter anderem: 
- Doxis Contract Lifecycle Management - eine Lösung für Vertragsmanagement[10]
- Doxis Fast Starters and Workspaces - Out-of-the-box Lösungen für bestimmte Geschäftsvorfälle, wie eine Purchase Order Akte[11]
- Doxis Human Resources - eine Lösung zum Verwalten von Dokumenten aus HR-Systemen, wie SAP SuccessFactors[12]
- Doxis Intelligent Document Processing (IDP) - vortrainierte KI-Modelle zur Datenextraktion und Klassifizierung unterschiedlichster Dokumentenarten[13]
- Doxis Intelligent Content Assistant - ein KI-Assistent, der es ermöglicht mit Dokumenten zu chatten oder selbstständig dokumentenbasierte Workflows anstößt[14]
- Doxis Intelligent Invoice Automation - eine Lösung für die Eingangsrechnungsverarbeitung - von Papier bis zur E-Rechnung[15]
- Doxis Intelligent Order Confirmation Automation - eine Lösung zur automatisierten Verarbeitung von eingehenden Auftragsbestätigungen[16]
- Doxis P2P for SAP - ein Modulpaket zur Automatisierung sämtlicher dokumentenbasierter Vorgänge im Purchase-to-Pay-Prozess innerhalb von SAP[17]
- Doxis O2C for SAP - ein Modulpalet zur Automatisierung der dokumentenbasierten Vorgänge im Order-to-Cash-Prozess innerhalb von SAP[18]

## Übernahmen und Wachstum
Im Rahmen ihrer Wachstumsstrategie hat die SER Group 2025 zwei Akquisitionen durchgeführt:
- AFI Solutions GmbH: Ein Spezialist für automatisierte Dokumentenprozesse in SAP-Umgebungen, insbesondere für Eingangsrechnungen, Bestellungen und Belegverarbeitung.[19]
- Klippa: Ein niederländisches Unternehmen mit Fokus auf KI-gestützte Belegerkennung, Data Extraction und Dokumentenautomatisierung.[20]

Durch diese Übernahmen erweitert die SER Group ihr Portfolio insbesondere im Bereich SAP-Lösungen und KI-basierter Dokumentenverarbeitung. 